# Вега, Исела
Исела Вега (исп. Isela Vega Durazo; 5 ноября 1939, Эрмосильо, Сонора — 9 марта 2021, Мехико, Мексика) — мексиканская актриса, продюсер, сценаристка и режиссёр-постановщик.

## Биография
Исела родилась 5 ноября 1939 года в городе Эрмосильо, Мексика. В возрасте 18 лет она была титулована "Принцессой карнавала" в своём родном городе. Она также имела некоторый успех в качестве модели и певицы. Так, её «Песня Бенни» прозвучала в фильме «Принесите мне голову Альфредо Гарсиа» 1974 года. Также песни её исполнения прозвучали в картине «Мокрый гринго» (Gringo mojado). В 1960 году Исела начала свою карьеру в кино в качестве актрисы.
В феврале 2021 года у актрисы был обнаружен рак последней (четвёртой) стадии. Скончалась 9 марта 2021 года в Мехико, о чем сообщила газета El Imparcial. Слухи о ее кончине появлялись и ранее, но всякий раз опровергались, пока племянница Бренда Вега не подтвердила данную информацию.

## Карьера в кино
В 1960 году Исела Вега дебютировала в мексиканском кинематографе в фильме «Неистовое лето» (Verano violento) с Педро Армендарисом в главной роли. С начала 60-х годов XX века она снималась в эпизодах и второстепенных ролях мексиканских фильмов, но Исела довольно быстро набрала популярность, став известной актрисой в киноиндустрии, а также секс-символом Мексики.
С 1973 года сотрудничала с иностранными кинокомпаниями, преимущественно американскими. Результатом этого стала роль Марии в фильме ужасов «Смертельные преследователи» (The Deadly Trackers) совместного производства США и Мексики .
Наибольший успех ей принесла роль проститутки Элиты в ставшем культовым боевике «Принесите мне голову Альфредо Гарсиа» (Bring Me the Head of Alfredo Garcia, 1974) американского режиссёра Сэма Пекинпа, за которую в 1975 году она была номинирована на премию Ариэль (самая престижная награда в мексиканской киноиндустрии) как лучшая актриса. Ранее, в 1972 году, была номинирована на эту премию за роль Вероники в фильме «Правила игры» (The Rules of the Game).
В июле 1974 года она стала первой латиноамериканской женщиной, чьи фото появились на страницах журнала «Плэйбой».
В мае 2009 года в знак признательности за большой вклад в развитие мексиканской киноиндустрии Веге был вручен приз «Серебряный ягуар» Международного фестиваля кино в Акапулько — Festival Internacional de Cine de Acapulco (FICA).

## В советском прокате
В конце 70-х и начале 80-х годов XX века во всех кинотеатрах и клубах СССР с успехом шла мексиканская драма режиссёра Роберто Гавальдона «Грибной человек» (El Hombre de los hongos). В этом фильме Исела Вега играла роль красавицы Эльвиры, жены богатого помещика дона Эверардо, пытающейся от скуки соблазнить темнокожего юношу Гаспара, мальчиком найденного доном Эверардо в лесу во время охоты, принятого в семью и впоследствии ставшего тайным возлюбленным её дочери Эммы. Это единственный фильм с Иселой Вега, который легально появился в советском прокате.

## Личная жизнь
Состояла в отношениях с мексиканским певцом Альберто Васкесом (Alberto Vazquez), от которого родила сына Артура. У нее также есть дочь Шона от другого мексиканского актёра, Хорхе Луке (Jorge Luke), тоже ставшая актрисой.

## Награды и премии
В мае 2009 года в знак признательности за большой вклад в развитие мексиканской киноиндустрии Веге был вручен приз «Серебряный ягуар» Международного фестиваля кино в Акапулько — Festival Internacional de Cine de Acapulco (FICA)

## Фильмография

### Актриса
- Спасти солдата Переса (2010) Salvando al Soldado Pérez
- Ад (2010) El infierno (Донья Росаура)
- Девочка моего сердца (сериал) (2010) Niña de mi corazón (Belen)
- Стены рядом с (2009) El muro de al lado (Хуана)
- Столичные хроники (2009) Crónicas chilangas (Анита)
- Любовь (2009) Amar (Concha)
- Терминал (сериал) (2008—2009) Terminales (Эмма Диас)
- Заведи мне жизнь (2008) Arráncame la vida (Цыганка)
- Красные сумерки (2008) Crepúsculo rojo (Locha)
- Женщины-убийцы (сериал) (2008—2009) Mujeres asesinas (Маргарита Раскон)
- Conozca la cabeza de Juan Pérez (2008) Conozca la cabeza de Juan Pérez (Адивина)
- Страсть (сериал) (2007) Pasión (La Paisana)
- Долги (2006) Cobrador: In God We Trust (Цыганка)
- Алебастровая женщина (2006) Mujer alabastrina
- Прочь с неба (2006) Fuera del cielo (Мать)
- Как вы меня просили (2005) Como tú me has deseado
- Убийца Змея (2004) Killer Snake (Лупе)
- Puños rosas (2004) (La Güera)
- Бесстыдная любовь (сериал) (2003—2004) Amor descarado (Нора)
- Рамона (сериал) (2000) (Matea)
- Закон Ирода (1999) La ley de Herodes (Донья Лупе)
- Хорошие люди (сериал) (1997) Gente bien (Мерседес)
- Конан (сериал) (1997) Conan (Ведьма)
- Сеньора Искушение (сериал) (1995) Señora Tentacion (Тамара)
- Манхэттен меренге! (1995) Manhattan Merengue! (Альфидия)
- В целях самообороны (1992) En legítima defensa
- Репортер (1990) El reportero
- Дискриминация проклятых (1990) Discriminación maldita
- Дикий (1989)Salvajes
- Las borrachas (1989)
- Кровавые крики (1988) Blood Screams
- Аламо: Тринадцать дней славы (ТВ) (1987) Alamo: Thirteen Days to Glory, The (Сеньора Кос)
- Мокрый гринго (1986) Gringo mojado (Мона Мур)
- Любовь к Господу ночью (1986) Los amantes del señor de la noche (Ампаро, Нона)
- Стингрей (сериал) (1986—1987) Stingray (Исабель Родригес)
- Похищение Лолы (1985) El secuestro de Lola
- Нана (1985) Nana
- Las glorias del gran Púas (1984)
- Любовь — странная игра (1983) El amor es un juego extraño
- Жёлтая роза (сериал) (1983—1984) Yellow Rose (Хуанита Диас)
- Las apariencias engañan (1983)
- Una gallina muy ponedora (1982)
- Барбароса (1982) Barbarosa (Хосефина)
- El macho bionico (1981)
- Las siete cucas (1981)
- La pulquería (1981)
- Величайший американский герой (сериал) (1981—1983) Greatest American Hero, The (Серена Дельвера)
- Женщины Иеримии (ТВ) (1981) Las mujeres de Jeremías (Тамара Санчес)
- Navajeros (1980) (Мерседес)
- Заманчиво (1980) Las tentadoras
- Muñecas de medianoche (1979)
- Улицы Лос-Анджелеса, The (ТВ) (1979)Streets of L.A. (Анита Самора)
- Las cariñosas (1979)
- Красное золото (1978) Oro rojo
- Casa de citas (1978)
- María, la santa (1977)
- Черная вдова (1977) La viuda negra (Матья Гутьеррес)
- Acto de posesión (1977)
- Rhinemann Exchange, The (сериал) (1977) (Анна)
- Джошуа (1976) Joshua
- Индия (1976) La India
- Барабан (1976) Drum (Марианна)
- Селестина (1976) Celestina (Melibea)
- Грибной человек (1975) El hombre de los hongos (Эльвира)
- Крик черепахи (1975) El llanto de la tortuga (Диана)
- Принесите мне голову Альфредо Гарсиа (1974) Bring Me the Head of Alfredo Garcia (Элита)
- Смертельные преследователи (1973) Deadly Trackers (Мария)
- Рождённый заново (1973) Volveré a nacer (Моника)
- Праздник волка (1972) El festin de la loba
- Basuras humanas (1972) (Лаура)
- Конец отдыха (1972) Fin de fiesta (Сильвия)
- Весна скорпионов (1971) La primavera de los escorpiones
- La hora desnuda (1971)
- Время обнаженной (1971) Temporada salvaje
- Вкус мести (1971) El sabor de la venganza (Сара Карсон)
- Законы привлекательности (1971) Las reglas del juego (Вероника)
- La buscona (1970)
- Самая древняя профессия мира (1970) El oficio mas antiguo del mundo (Иоланта)
- Запрещенный (1970) Prohibido
- Las pirañas aman en cuaresma (1969) (Лала)
- Госпожа Смерть (1969) La señora Muerte (Лиса)
- Enigma de muerte (1969) (Эстрелья)
- Las impuras (1969)
- Поздно ночью (1969) Las golfas (Оти)
- Рога под кровать (1969) Cuernos debajo de la cama (Эльса)
- Дьявольское соглашение (1969) Pacto diabólico
- El matrimonio es como el demonio (1969)
- El deseo llega de noche (1968)
- Las posadas (1968)
- Комната страха (1968) Fear Chamber (Эльга)
- Las sicodélicas (1968) (Далайла)
- Кровать (1968) La cama
- Por mis pistolas (1968) (Лупита Санчес)
- Las pecadoras (1968)
- Женщины, женщины, женщины (1967) Mujeres, mujeres, mujeres
- Дон Жуан 67 (1967) Don Juan 67
- SOS Корпорация Бикини (1967) SOS Conspiracion Bikini
- Rage (1966)
- Внутренний гнев(1962) La rabia por dentro
- Verano violento (1960)

### Продюсер
- Los amantes del señor de la noche (1986)
- Una gallina muy ponedora (1982)
- Navajeros (1980)

### Сценарист
- Los amantes del señor de la noche (1986)
- Una gallina muy ponedora (1982)… рассказ

### Режиссёр
- Los amantes del señor de la noche (1986)